# Кіркулешть (Джурджу)
Кіркулешть, Кіркулешті (рум. Chirculești) — село у повіті Джурджу в Румунії. Входить до складу комуни Єпурешть.
Село розташоване на відстані 23 км на південний захід від Бухареста, 40 км на північ від Джурджу.

## Населення
За даними перепису населення 2002 року у селі проживали 88 осіб, усі — румуни. Усі жителі села рідною мовою назвали румунську.